# Kanton Lens-Nord-Est
Lens-Nord-Est (Nederlands: Lens-Noordoost) is een voormalig kanton van het Franse departement Pas-de-Calais. Het kanton maakte deel uit van het arrondissement Lens. Het werd opgeheven bij decreet van 24 februari 2014 met uitwerking in 2015.

## Gemeenten
Het kanton Lens-Nord-Est omvatte de volgende gemeenten:
- Annay
- Lens (deels, hoofdplaats)
- Loison-sous-Lens